# Seat Belt Reminder
Seat Belt Reminder (w skrócie SBR) – czujnik napięcia pasów bezpieczeństwa w pojeździe. Czujnik systemu SBR umieszczony jest w klamrze. Gdy pojazd porusza się z prędkością większą niż 20 km/h, a czujnik nie wykrywa zapięcia pasa przez pasażera lub kierowcę, uruchamia się kontrolka i sygnał ostrzegawczy oznaczający, że należy zapiąć pas.